# Federalne Ministerstwo Gospodarki i Energii
Federalne Ministerstwo Gospodarki i Energii (niem. Bundesministerium für Wirtschaft und Energie) – ministerstwo Republiki Federalnej Niemiec odpowiadające za prowadzenie polityki gospodarczej i energetycznej.
Założone zostało w 1949 jako Federalne Ministerstwo Gospodarki (niem. Bundesministerium für Wirtschaft). Główna siedziba ministerstwa znajduje się w Berlinie. Ponadto ministerstwo ma biura w Bonn-Duisdorf. Od 2011 do 2017 r. minister gospodarki i technologii jednocześnie zajmował stanowisko wicekanclerza Niemiec.

## Chronologia nazw resortu
- 1917–1919 – Zarząd Gospodarki Rzeszy (Reichswirtschaftsamt)
- 1919–1945 – Ministerstwo Gospodarki Rzeszy (Reichswirtschaftsministerium)
- 1946–1949 – Zarząd Gospodarki (Verwaltungsamt für Wirtschaft)
- 1949–1998 – Federalne Ministerstwo Gospodarki (Bundesministerium für Wirtschaft)
- 1998–2002 – Federalne Ministerstwo Gospodarki i Technologii (Bundesministerium für Wirtschaft und Technologie)
- 2002–2005 – Federalne Ministerstwo Gospodarki i Pracy (Bundesministerium für Wirtschaft und Arbeit)
- 2005–2013 – Federalne Ministerstwo Gospodarki i Technologii (Bundesministerium für Wirtschaft und Technologie)
- 2013–2021 – Federalne Ministerstwo Gospodarki i Energii (Bundesministerium für Wirtschaft und Energie)
- 2021–2025 – Federalne Ministerstwo Gospodarki i Ochrony Klimatu (Bundesministerium für Wirtschaft und Klimaschutz)
- od 2025 – Federalne Ministerstwo Gospodarki i Energii (Bundesministerium für Wirtschaft und Energie)

## Podział organizacyjny
- Wydział Centralny (Zentralabteilung – Z)
- Wydział Polityki Europejskiej (Europapolitik – E)
- Wydział Polityki Gospodarczej (Wirtschaftspolitik – I)
- Wydział Małej i Średniej Przedsiębiorczości (Mittelstandspolitik – II)
- Wydział Polityki Energetycznej (Energiepolitik – III)
- Wydział Polityki Przemysłowej (Industriepolitik – IV)
- Wydział Gospodarki Zagranicznej (Außenwirtschafts)

## Jednostki podległe
- Federalny Urząd Antykartelowy (Bundeskartellamt(inne języki) – BKartA), Bonn
- Federalny Urząd Kontroli Gospodarki i Eksportu (Bundesamt für Wirtschaft und Ausfuhrkontrolle(inne języki) – BAFA), Eschborn, Bochum
- Federalna Agencja Sieci Elektrycznych, Gazowych, Telekomunikacyjnych, Pocztowych i Kolejowych (Bundesnetzagentur für Elektrizität, Gas, Telekommunikation, Post und Eisenbahnen(inne języki)  – BNetzA), Bonn
- Germany Trade and Invest Towarzystwo Handlu Zagranicznego i Promocji Inwestycji (Gesellschaft für Außenwirtschaft und Standortmarketing mbH – gtai), Berlin/Bonn, b. Federalna Agencja Gospodarki Zagranicznej (Bundesagentur für Außenwirtschaft – bfai) zs w Kolonii
- Federalny Instytut Badania Materiałów i Testowania (Bundesanstalt für Materialforschung und -prüfung(inne języki) – BAM), Berlin
- Federalny Instytut Metrologii (Physikalisch-Technische Bundesanstalt(inne języki) – PTB), Braunschweig, Berlin
- Federalny Instytut Nauk Geologicznych i Surowców (Bundesanstalt für Geowissenschaften und Rohstoffe(inne języki) – BGR), Hannover, Berlin

## Siedziba
Bundeswirtschaftsministerium Berlin

Scharnhorststr. 34-37

D-10115 Berlin
oraz

Bundeswirtschaftsministerium Bonn

Villemombler Str. 76

53123 Bonn

## Lista ministrów
| Lp.                                   | Zdjęcie     | Imię i nazwisko (partia polityczna)          | Objęcie urzędu | Złożenie urzędu                 | Długość urzędowania | Rząd                             |
| ------------------------------------- | ----------- | -------------------------------------------- | -------------- | ------------------------------- | ------------------- | -------------------------------- |
| Minister gospodarki                   |             |                                              |                |                                 |                     |                                  |
| 1.                                    |             | Ludwig Erhard (CDU) (1897–1977)              | 20 IX 1949     | 20 X 1953                       | 5134 dni            | Pierwszy rząd Konrada Adenauera  |
| 1.                                    | 20 X 1953   | Ludwig Erhard (CDU) (1897–1977)              | 29 X 1957      | Drugi rząd Konrada Adenauera    | 5134 dni            |                                  |
| 1.                                    | 29 X 1957   | Ludwig Erhard (CDU) (1897–1977)              | 14 XI 1961     | Trzeci rząd Konrada Adenauera   | 5134 dni            |                                  |
| 1.                                    | 14 XI 1961  | Ludwig Erhard (CDU) (1897–1977)              | 13 XII 1962    | Czwarty rząd Konrada Adenauera  | 5134 dni            |                                  |
| 1.                                    | 14 XII 1962 | Ludwig Erhard (CDU) (1897–1977)              | 11 X 1963      | Piąty rząd Konrada Adenauera    | 5134 dni            |                                  |
| 2.                                    |             | Kurt Schmücker (CDU) (1919–1996)             | 17 X 1963      | 26 X 1965                       | 1140 dni            | Pierwszy rząd Ludwiga Erharda    |
| 2.                                    | 26 X 1965   | Kurt Schmücker (CDU) (1919–1996)             | 30 XI 1966     | Drugi rząd Ludwiga Erharda      | 1140 dni            |                                  |
| 3.                                    |             | Karl Schiller (SPD) (1911–1994)              | 1 XII 1966     | 21 X 1969                       | 2045 dni            | Rząd Kurta Georga Kiesingera     |
| 3.                                    | 22 X 1969   | Karl Schiller (SPD) (1911–1994)              | 7 VII 1972     | Pierwszy rząd Willy’ego Brandta | 2045 dni            |                                  |
| 4.                                    |             | Helmut Schmidt (SPD) (1918–2015)             | 7 VII 1972     | Pierwszy rząd Willy’ego Brandta | 15 XII 1972         | 161 dni                          |
| 5.                                    |             | Hans Friderichs (FDP) (ur. 1931)             | 15 XII 1972    | 16 V 1974                       | 1757 dni            | Drugi rząd Willy’ego Brandta     |
| 5.                                    | 16 V 1974   | Hans Friderichs (FDP) (ur. 1931)             | 14 XII 1976    | Pierwszy rząd Helmuta Schmidta  | 1757 dni            |                                  |
| 5.                                    | 16 XII 1976 | Hans Friderichs (FDP) (ur. 1931)             | 7 X 1977       | Drugi rząd Helmuta Schmidta     | 1757 dni            |                                  |
| 6.                                    |             | Otto Graf Lambsdorff (FDP) (1926–2009)       | 7 X 1977       | Drugi rząd Helmuta Schmidta     | 4 XI 1980           | 1806 dni                         |
| 6.                                    | 6 XI 1980   | Otto Graf Lambsdorff (FDP) (1926–2009)       | 17 IX 1982     | Trzeci rząd Helmuta Schmidta    |                     | 1806 dni                         |
| 7.                                    |             | Manfred Lahnstein (SPD) (ur. 1937)           | 17 IX 1982     | Trzeci rząd Helmuta Schmidta    | 1 X 1982            | 14 dni                           |
| (6.)                                  |             | Otto Graf Lambsdorff (FDP) (1926–2009)       | 4 X 1982       | 29 III 1983                     | 632 dni             | Pierwszy rząd Helmuta Kohla      |
| (6.)                                  | 30 III 1983 | Otto Graf Lambsdorff (FDP) (1926–2009)       | 27 VI 1984     | Drugi rząd Helmuta Kohla        | 632 dni             |                                  |
| 8.                                    |             | Martin Bangemann (FDP) (1934–2022)           | 27 VI 1984     | Drugi rząd Helmuta Kohla        | 11 III 1987         | 1626 dni                         |
| 8.                                    | 12 III 1987 | Martin Bangemann (FDP) (1934–2022)           | 9 XII 1988     | Trzeci rząd Helmuta Kohla       |                     | 1626 dni                         |
| 9.                                    |             | Helmut Haussmann (FDP) (ur. 1943)            | 9 XII 1988     | Trzeci rząd Helmuta Kohla       | 18 I 1991           | 770 dni                          |
| 10.                                   |             | Jürgen Möllemann (FDP) (1945–2003)           | 18 I 1991      | 21 I 1993                       | 734 dni             | Czwarty rząd Helmuta Kohla       |
| 11.                                   |             | Günter Rexrodt (FDP) (1941–2004)             | 21 I 1993      | 17 XI 1994                      | 2104 dni            | Czwarty rząd Helmuta Kohla       |
| 11.                                   | 17 XI 1994  | Günter Rexrodt (FDP) (1941–2004)             | 26 X 1998      | Piąty rząd Helmuta Kohla        | 2104 dni            |                                  |
| Minister gospodarki i technologii     |             |                                              |                |                                 |                     |                                  |
| 12.                                   |             | Werner Müller (1946–2019)                    | 27 X 1998      | 22 X 2002                       | 1456 dni            | Pierwszy rząd Gerharda Schrödera |
| Minister gospodarki i pracy           |             |                                              |                |                                 |                     |                                  |
| 13.                                   |             | Wolfgang Clement (SPD) (1940–2020)           | 22 X 2002      | 22 XI 2005                      | 1127 dni            | Drugi rząd Gerharda Schrödera    |
| Minister gospodarki i technologii     |             |                                              |                |                                 |                     |                                  |
| 14.                                   |             | Michael Glos (CSU) (ur. 1944)                | 22 XI 2005     | 10 II 2009                      | 1176 dni            | Pierwszy rząd Angeli Merkel      |
| 15.                                   |             | Karl-Theodor zu Guttenberg (CSU) (ur. 1971)  | 10 II 2009     | 28 X 2009                       | 260 dni             | Pierwszy rząd Angeli Merkel      |
| 16.                                   |             | Rainer Brüderle (FDP) (ur. 1945)             | 28 X 2009      | 12 V 2011                       | 561 dni             | Drugi rząd Angeli Merkel         |
| 17.                                   |             | Philipp Rösler (FDP) (ur. 1973)              | 12 V 2011      | 17 XII 2013                     | 950 dni             | Drugi rząd Angeli Merkel         |
| Minister gospodarki i energii         |             |                                              |                |                                 |                     |                                  |
| 18.                                   |             | Sigmar Gabriel (SPD) (ur. 1959)              | 17 XII 2013    | 27 I 2017                       | 1137 dni            | Trzeci rząd Angeli Merkel        |
| 19.                                   |             | Brigitte Zypries (SPD) (ur. 1953)            | 27 I 2017      | 14 III 2018                     | 411 dni             | Trzeci rząd Angeli Merkel        |
| 20.                                   |             | Peter Altmaier (CDU) (ur. 1958)              | 14 III 2018    | 8 XII 2021                      | 1365 dni            | Czwarty rząd Angeli Merkel       |
| Minister gospodarki i ochrony klimatu |             |                                              |                |                                 |                     |                                  |
| 21.                                   |             | Robert Habeck (Sojusz 90/Zieloni) (ur. 1969) | 8 XII 2021     | 6 V 2025                        | 1245 dni            | Rząd Olafa Scholza               |
| Minister gospodarki i energii         |             |                                              |                |                                 |                     |                                  |
| 22.                                   |             | Katherina Reiche (CDU) (ur. 1973)            | 6 V 2025       | nadal                           | 105 dni             | Rząd Friedricha Merza            |